# Arthur P. Jacobs
Arthur P. Jacobs (* 7. März 1922 in Los Angeles; † 27. Juni 1973 in Beverly Hills) war ein US-amerikanischer Filmproduzent.

## Leben
Jacobs gründete die PR-Agentur Arthur P. Jacobs Agentur, in der er Publizisten wie Patricia Newcomb anstellte. Durch das Unternehmen arbeitete er für Hollywood-Stars wie Gregory Peck, Richard Burton, Judy Garland und Marilyn Monroe, ehe er in den 1960er-Jahren Filmproduzent wurde. Bis zu seinem frühen Tod produzierte er nur 13 Filme, von denen aber einige wie die Planet-der-Affen-Filmreihe in die Filmgeschichte eingingen. Bereits 1963 erwarb er die Filmrechte an Pierre Boulles Science-Fiction-Roman Der Planet der Affen, dessen Verfilmung jede Produktionsgesellschaft als unverfilmbar erachtete. Jacobs’ Gesellschaft, APJAC Productions, Inc., jedoch, wagte mit Erfolg die Produktion. Für Doktor Dolittle war er 1968 erst- und einmalig für den Oscar in der Kategorie Bester Film nominiert. 1969 war er auch an Goodbye, Mr. Chips beteiligt
Seine Ehefrau Natalie Trundy, die er während der Dreharbeiten zum zweiten Planet-der-Affen-Film kennenlernte, und im Mai 1968 heiratete, spielte in vier der Filme in immer unterschiedlichen Rollen. Kurz nach dem Ende der Produktion an Die Schlacht um den Planet der Affen starb Arthur P. Jacobs an Herzproblemen.

## Filmografie
- 1964: Immer mit einem anderen (What a Way to Go!)
- 1967: Doktor Dolittle
- 1968: Planet der Affen (Planet of the Apes)
- 1969: Der gefährlichste Mann der Welt (The Most Dangerous Man in the World / The Chairman)
- 1969: Goodbye, Mr. Chips
- 1970: Rückkehr zum Planet der Affen (Beneath the Planet of the Apes)
- 1971: Flucht vom Planet der Affen (Escape from the Planet of the Apes)
- 1972: Mach’s noch einmal, Sam (Play It Again, Sam)
- 1972: Eroberung vom Planet der Affen (Conquest of the Planet of the Apes)
- 1973: Tom Sawyers Abenteuer (Tom Sawyer)
- 1973: Topper Returns (Fernsehfilm)
- 1973: Die Schlacht um den Planet der Affen (Battle for the Planet of the Apes)
- 1974: Huckleberry Finn